# 宮城電気鉄道の電車
宮城電気鉄道の電車（みやぎでんきてつどうのでんしゃ）
本項では、宮城電気鉄道（現在の東日本旅客鉄道仙石線）が保有した電車について記述する。

## 概要
宮城電気鉄道は、仙台と石巻を結ぶための鉄道として、1925年（大正14年）に最初の区間を開業し、以降1928年（昭和3年）までに全通した。鉄道線は、最初から直流1500Vで電化され、電車の運行が行われた。当初、製造されたのは丸屋根の木造車であったが、延伸の際の増備車は半鋼製となった。これらの制御装置は、ウェスティングハウス・エレクトリック(WH)式のHL（間接非自動制御）で、パンタグラフも仙台地下駅での架線高さの関係で同社製の空気上昇・バネ下降式を採用しており、特徴の一つとなっていた。
車体構造は、地下線乗入のため制約された屋根高さの中で室内高さを確保する目的で、開業時の木造車も大正期には珍しいシングルルーフとした他、1928年（昭和3年）製の半鋼製車まで妻面は非貫通ながら貫通路設置を考慮した車体部材構成としており、妻面の3枚窓の中央の窓の上縁は左右の窓より一段高くなっていた。モハ801形以降は妻面に貫通路が設置された。空気上昇・バネ下降式パンタグラフを採用していたことから、電動車のパンタグラフ側運転室には出区時パンタグラフ上昇用の手動ポンプを装備していた。
宮城電気鉄道は、沿線の日本三景の一つである松島を控え、経営状態も良好であったが、1944年（昭和19年）5月1日付けで戦時買収され、運輸通信省鉄道総局の仙石線となった。この時点で国有鉄道籍に移管されたのは、電気機関車3両、電車24両、貨車37両であったが、太平洋戦争後の1946年（昭和21年）に宮城電気鉄道が発注した電車4両が、運輸省鉄道総局によって購入され、国有鉄道籍に編入された。

## 形式

### モハニ101形
1925年2月、宮電仙台 - 西塩釜間開業に際し、蒲田車輛で3両（101 - 103）が製作された並等荷物合造制御電動車で、製造時はデボハニ101形と称した。車体は14m級（最大長13,944mm×最大幅2,673mm×最大高4,102mm、自重27.2t）の木造3扉で、屋根は丸屋根である。窓配置は1D32D23D1で、車体の両側に運転台が設けられており、妻面は3枚窓の非貫通式である。電動機は、WH社製の540JD-6(41kW)を4個装備しており、歯車比は17:70、台車はブリル27MCB-1である。室内はロングシートで、定員は88人（うち座席40人）、荷物室の荷重は1tである。
1934年（昭和9年）12月には、車体に鋼板を張り付けて、モハニ101形と改称された。
国有化時には3両とも健在であったが、103は1948年（昭和23年）6月に電装解除され、1949年（昭和24年）11月にクハ223と改称、同年3月に101が廃車となり、102は同年4月クハニとなったが、改番は行われなかった。1951年（昭和26年）4月には、223が富山港線に転属しており、102は引き続いて仙石線で使用されていたが、1953年（昭和28年）6月1日に施行された車両形式称号規程改正では、クハニ7300形と改称され、102が7300、223が7301に改められた。廃車は、7300が1954年（昭和29年）12月、7301が1955年（昭和30年）3月である。

### モハニ201形・モハ220形
1925年の開業時にモハニ101形とともに蒲田車両で2両（201, 202）が製造された木造の並等荷物合造制御電動車で、諸元等はモハニ101形と同様である。製造時は、デハニ201形と称した。モハニ101形との差異は、荷物室が拡大されて荷重が2tに増加した点で、それにともなって定員は66人に減少している。
202については、時期不詳であるが展望車（特別車）に改造され、荷物室を撤去してテモハ220形（220）に改められた。窓上の幕板にアーチ状の飾り窓が追加されており、側面窓配置は1D122D122D1である。定員は、100人に増加している。
後に201はデハニ201形、220はデハ220形に改められ、さらにモハニ201形、モハ220形となった。両車とも両運転台式であったが、買収後に片運転台式となり、戦後はさらに電装解除の上、制御車化されている。201は仙石線に在籍のまま1949年3月に廃車解体され、220は1951年4月に富山港線に転出し、1953年6月の車両形式称号規定改定の際には、クハ6300形（6300）に改められたが、1955年3月に廃車となった。

### クハ301形

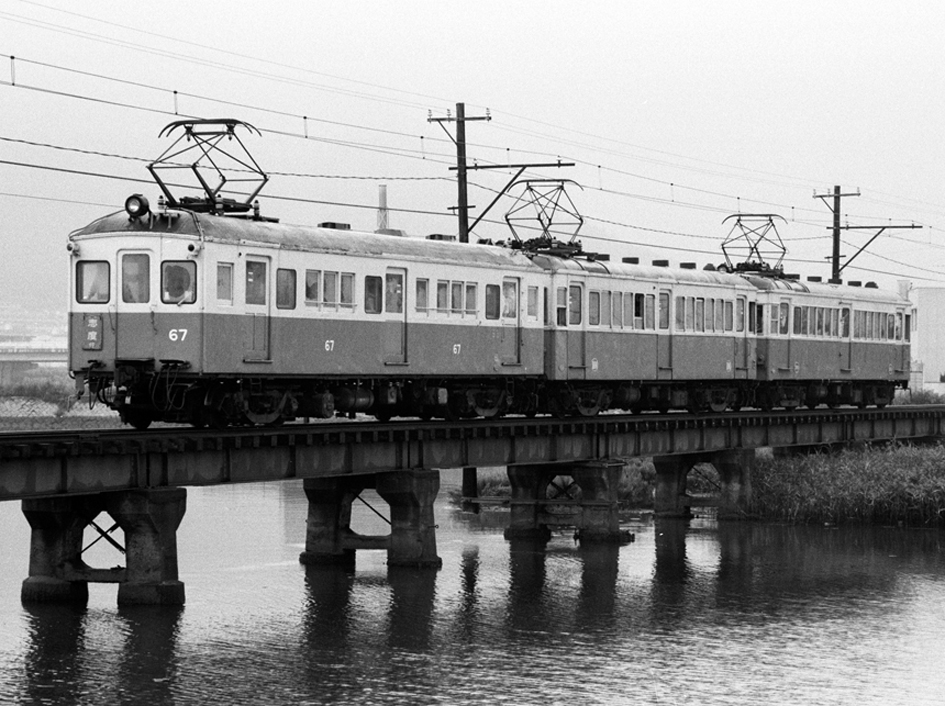
302号が琴電譲渡後60形67となった姿。後ろの車両は宮城電鉄と無関係。春日川駅付近にて

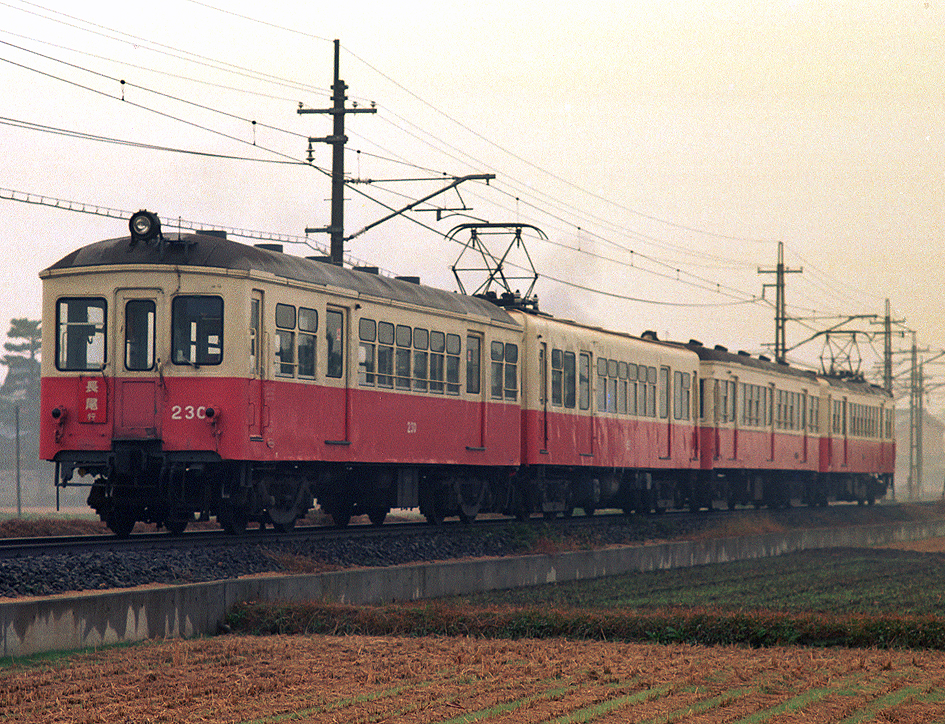
303号が琴電譲渡後2000形230となった姿。後ろの車両は宮城電鉄と無関係。

1926年（大正15年）3月、日本車輌製造東京支店製の木造並等制御車で、3両（301 - 303）が製造され、製造時はサハ301形と称された。車体は丸屋根の木造で、側面窓配置は1D131D131D1、妻面は非貫通型の3枚窓であるが、中央の窓は天地寸法が大きい。寸法は最大長15,025mm×最大幅2,715mm×最大高3,650mm、自重は24tで、台車は日本車輛製造製のブリルタイプである。車内はロングシートで、定員は100名であった。
国有化後も仙石線で使用されたが、1952年（昭和27年）7月に3両とも廃車され、高松琴平電気鉄道に譲渡され、2000形となる。このうちの1両は21世紀まで運用されていた。

### クハ401形
1927年（昭和2年）7月、汽車製造東京支店製の片運転台型半鋼製並等制御車で、2両（401, 402）が製造され、製造時はテサハ401形と称した。宮城電気鉄道初の半鋼製車である。車体は当時の鋼製車の例にもれず、従来の木製車をそのまま鋼製化したような角ばった車体に一段下降窓をもつリベットが多いスタイルで、後述のモハ501形、モハ601形、クハニ701形とは同系車である。側面窓配置は1D222222D1、妻面は両側とも非貫通型の3枚窓である。寸法は最大長14,970mm×最大幅2,709mm×最大高3,705mm、自重は20.1tで、台車は汽車製造製のブリルタイプである。車内はロングシートで、定員は100名であった。
国有化後も引き続いて仙石線で使用され、1953年の車両形式称号規程改正では、クハ6310形（6310, 6311）に改称された。1954年には盛岡工場で更新修繕を受け、乗務員室側面に開き戸が設置されるとともに、屋根上の通風器もグローブ形に交換された。その後、6310は1961年（昭和36年）3月、6311は1959年（昭和34年）11月に廃車となっている。

### モハ501形
1928年（昭和3年）3月、汽車製造東京支店製の両運転台型半鋼製並等制御電動車で、2両（501, 502）が製造され、製造時はテデハ501形と称した。車体は先行したクハ401形と同系であるが、側面窓配置は1D3333D1、妻面は両側とも非貫通の3枚窓であるが、中央の窓の天地寸法が大きい。寸法は最大長14,361mm×最大幅2,685mm×最大高4,112mm、自重は25tで、台車は汽車製造製のブリルタイプである。車内はロングシートで、定員は100名であった。
国有化後は両車とも仙石線で使用されたが、502は1950年4月に宇部電車区(宇部線)に転出したのち、1951年6月に府中町電車区(福塩線)に転属、さらにその後、1953年2月に横川電車区に転属、電装を解除され可部線で使用、という複雑な経歴を辿っている。一方501は、1951年6月に横川電車区に転属して可部線で使用されたのち、1953年2月25日に102廃車廃車の補充として仙石線に再転入しており、この際に盛岡工場で電装を解除されクハとなった。1953年の車両形式称号改正ではクハ6320形（6320, 6321）に改められ、6320は1954年3月、6321は1956年（昭和31年）3月に廃車となった。

### モハ601形
1928年3月、汽車製造東京支店製の両運転台型半鋼製特等並等制御電動車で、2両（601, 602）が製造され、製造時はテデロハ601形と称した。車体はモハ501形と同様で、車内に特等室と並等室を区分する仕切りが設けられていた点が異なるのみである。のちに特等廃止によってテデハ601形、さらにモハ601形に改められている。
国有化後も仙石線で使用されたが、1951年5月に601が富山港線に転出すると同時に電装解除、602は1952年4月に府中町電車区に転属して福塩線で使用されたのち、1953年2月に横川電車区に転属、可部線で使用された。1953年の車両形式称号規程改正では、クハとなっていた601がクハ6330形（6330）に、602がモハ2310形（2310）に改められている。廃車は2310が1954年7月、6330が1956年3月である。

### クハニ701形
1928年3月、汽車製造東京支店製の片運転台型半鋼製並等荷物合造制御車で、2両（701, 702）が製造され、製造時はテサハニ701形と称した。前述のモハ501形、モハ601形と同系の車体であるが、荷物室を運転台のない後位側に設けているのが珍しい。側面窓配置は1D333DD（荷）1である。寸法は最大長14,361mm×最大幅2,685mm×最大高3,680mm、自重は20.0tで、台車は汽車製造製のブリルタイプである。車内はロングシートで、定員は80名、荷物室の荷重は1.6tであった。
本形式は、国有化後も一貫して仙石線で使用され、1953年の車両形式称号規程改正ではクハニ7310形（7310, 7311）に改められた。廃車はいずれも1957年（昭和32年）7月である。

### モハ801形
1937年（昭和12年）および1941年（昭和16年）に製造された、両運転台型半鋼製並等制御電動車である。従来の半鋼製車のような無骨さは影を潜め、上下に拡大された二段上昇式の側窓など、全体的に明朗で端整な印象となり、ファンからは「みちのく美人」の愛称でも呼ばれる宮城電気鉄道を代表する電車となった。
車体は、半鋼製で側面窓配置はd2D8D2d、妻面は軽いRが付いており、窓は中央に貫通扉を設けている。寸法は最大長16,350mm×車台幅2,700mm×最大高4,135mm、自重は33.5tである。電動機は三菱電機製のMB-64C(56.4kW)を4個装備しており、歯車比は20:71である。
1937年製の2両は、日本車輌製造東京支店製で、電動機を持たない制御車として落成し、クハ801形（801, 802）と称したが、同年電装されモハ801形となった。これらは、車内はクロスシートであり、観光路線にふさわしい車両であった。1941年には同形の803 - 805が増備されたが、こちらは時局を反映してオールロングシートであった。
また、同年には日本鉄道自動車製のクハ881形2両（881, 882）も増備された。日本車輌製と車体は同形であったが車内はクロスシートであった。これらも後に電装され、国有化時点ではモハ801形に編入されて806, 807となっていた。
国有化後は、全車が仙石線で使用され、クロスシートであった801, 802, 806, 807も戦時中にロングシート化された。そのうち、801と802は、連合国軍専用車両として徴用され、クロスシートと便所が整備された。803は、更新修繕の結果扉幅を900mmからモハ810形と同じ1100mmに改造し、クロスシートを設けている。また1952年4月に宇部線へ転出した807を除き、パンタグラフ（三菱S-600 → PS13）や電動機（MB-64C → MT15B）、台車（D-16 → DT10 ,DT11）を国鉄制式のものに交換している。
1953年の車両形式称号規程改正では、後述のモハ810形とともにモハ2320形（2320 - 2326）に改称された。そのうち2324と2325は、1957年に車両需給の関係から電装解除されクハ6340形（6340, 6341）となった。さらに1959年6月の車両形式称号規程改正によりモハ2320形はクモハ2320形と改められた。

### モハ810形
本形式は、モハ801形の改良型として宮城電気鉄道により日本車輌製造東京支店に4両（810 - 813）が発注された電車であったが、1944年の宮城電気鉄道が国有化された際の、引継車両には入っておらず、1946年8月に戦後の混雑対策として国有鉄道（運輸省）が購入したものであり、直接国有鉄道籍に入っているため、正式には買収国電というわけではない。予算は、当時増備が行われていたモハ63形の製造予算を流用して執行されたという。
モハ801形とはほぼ同形であるが、客用扉の幅が1,100mmに拡大されており、その分全長が16,910mmに延長されており、座席もロングシートであった。
その後は、モハ801形と同様の経過をたどり、1953年6月の車両形式称号規定改正では、旧モハ801形と同形式であるモハ2320形（2327 - 2330）に統合された。そのうち2329は車両需給の関係で1957年6月に電装解除のうえ制御車同様となったが、クハ6340形（6342）への改番は1958年1月であった。電動車として残ったものは、1959年6月の車両形式称号規程改正でクモハ2320形に改められた。さらに同年12月22日付けの形式番号整理では、片運転台になっていた2327, 2328の2両がクモハ2340形（2340, 2341）に区分されている。
モハ801形系列の廃車は1957年の2321から始まり、翌年までに2322と2323が廃車となっている。営業用としては、1962年（昭和37年）に2341, 6340が廃車され、残りも1964年（昭和39年）3月に営業運転から退いた。一方、ただ1両広島鉄道管理局に転属していた2326は事業用に転用され、幡生工場の入換用として1965年（昭和40年）7月まで使用された。
モハ801形系列は、地方鉄道用には好適なサイズの車両ではあったが、比較的遅くまで国鉄で使用されたこともあり、私鉄に譲渡されたものは1両もない。

### モハ901形
本形式は1938年（昭和13年）3月に鉄道省からモハ1形1両（1050）を譲り受けたもので、元は1922年（大正11年）6月汽車製造東京支店製のデハ33526である。
宮城電気鉄道譲渡の際には、運転台の増設と省形制御装置のHLへの交換が行われた。宮城電気鉄道の自社発注車より大型であり、軸重過大のため、仙台 - 塩釜地区間のみに限定して使用された。国有化後も旧番に復帰することなく仙石線で使用され、1956年12月に廃車、盛岡工場で解体された。

## 譲渡
- 101 → 弘南鉄道 モハ21（1950年7月） → モハ2220（1957年6月制御器交換） → 廃車
- 301 → 高松琴平電気鉄道 210（1953年7月） → 廃車 （1968年）
- 302 → 高松琴平電気鉄道 220（1953年7月） → 67（1965年1月鋼体化・電動車化）→ 廃車（2003年12月）
- 303 → 高松琴平電気鉄道 230（1953年7月） → 鋼体化（1957年9月） → 廃車（1999年12月）

- 2310 → 大井川鉄道 クハ502（1955年2月） → クハ2829（1972年振替）
- 6300 → 新潟交通 クハ38（1956年2月） → モハ18（1962年11月鋼体化） → 廃車
- 6310 → 日立電鉄 クハ6310（1961年） → 廃車